# Mar Cotelo Balmaseda
Mar Cotelo Balmaseda (Logronyo, 31 de març de 1973) és una política espanyola, diputada per La Rioja al Congrés durant la XII legislatura.

## Biografia
És llicenciada en Dret i posseeix un màster en Assessoria Fiscal i Tributària. En 2003 va formar part de la candidatura del Partit Popular a l'Ajuntament de Logronyo. Des d'aquest any i fins a 2007 va ser gerent del Centre Municipal de Comerç de l'Ajuntament de Logronyo, des de 2007 fins a 2011 va ser assessora de Presidència del Govern de La Rioja i entre 2011 i 2015 va ser cap de gabinet de la Conselleria d'Indústria, Innovació i Ocupació. En 2016 va exercir com a cap de gabinet d'Alcaldia de l'Ajuntament de Logronyo. Aquest mateix any va formar part de les llistes del Partit Popular al Congrés, sent escollida diputada per La Rioja.